# Podolasiini
Podolasiini is een tribus uit de familie van bladsprietkevers (Scarabaeidae). 